# Вилхелм фон Винебург-Байлщайн
Вилхелм фон Винебург-Байлщайн (на немски: Wilhelm von Winnenburg u. Beilstein; * 17 ноември 1571; † 5 юли 1636 в дворец Диленбург) е фрайхер, господар на господството Винебург-Байлщайн.
Той е най-малкият син на Филип II фон Винебург-Байлщайн († 1600), бургграф на Алцай, и съпругата му Юта фон Сайн-Витгенщайн († 1612), дъщеря на граф Вилхелм I фон Сайн-Витгенщайн († 1570) и Йоханета фон Изенбург-Ноймаген († 1563). По-големите му братя са фрайхер Филип III († сл. 1634), бургграф на Алцай, и Еберхард († 1587). Сестра му Анна (* 1570) е омъжена за Филип фон Папенхайм († 1619).
Вилхелм фон Винебург-Байлщайн умира на 5 юли 1636 г. в дворец Диленбург в Диленбург на 64 години.

## Фамилия
Вилхелм фон Винебург-Байлщайн се жени на 6 или 11 октомври 1606 г. в Бирщайн за Анна Сибила фон Изенбург-Бюдинген (* 10 август 1578; † 7 август 1618), дъщеря на граф Лудвиг III фон Изенбург-Бюдинген и Анна Сибила фон Шварцбург. Те имат децата:
- Анна Сибила фон Винебург (* ок. 1607; † 21 юли 1635), омъжена 1623 г. за граф Конрад Лудвиг фон Золмс-Браунфелс (* 15 декември 1595; † 10 ноември 1635), син на граф Йохан Албрехт I фон Золмс-Браунфелс и Агнес фон Сайн-Витгенщайн
- две деца

Вилхелм фон Винебург-Байлщайн се жени втори път на 5 септември 1619 г. за графиня Магдалена фон Сайн-Витгенщайн (* 28 октомври 1575; † 5 февруари 1634), дъщеря на граф Лудвиг I фон Сайн-Витгенщайн и графиня Елизабет фон Золмс-Лаубах. Бракът е бездетен.